# Đavolji odvjetnik (1997.)
Đavolji odvjetnik (engl. The Devil's Advocate) američki je horor film snimljen 1997. godine u režiji Taylora Hackforda. Scenarij koji su napisali Jonathan Lemkin i Tony Gilroy temelji se na istoimenom romanu Andrewa Neidermana, te kao inspiraciju koristi motive Miltonovog epa Izgubljeni raj.

## Radnja
Protagonist je Kevin Lomax (Keanu Reeves), mladi i uspješni odvjetnik s Floride (nije izgubio niti jedan slučaj), koji se sa ženom Mary Ann (Charlize Theron) seli u New York kako bi radio u bogatoj i utjecajnoj odvjetničkoj tvrtki koju vodi stariji gospodin simboličnog imena John Milton (Al Pacino), za koga se na početku filma sumnja da se radi o Sotoni. Film je dobio uglavnom pozitivne kritike te je polučio uspjeh na kino-blagajnama, i pridonio je etabliranju Charlize Theron u punokrvnu holivudsku zvijezdu.

## Glavne uloge
- Keanu Reeves - Kevin Lomax
- Al Pacino - John Milton
- Charlize Theron - Mary Ann Lomax
- Connie Nielsen - Christabella Andreoli
- Craig T. Nelson - Alexander Cullen
- Tamara Tunie - gđa. Jackie Heath

## Zarada
Film je u SAD-u (u kinima) zaradio 60.944.660 US$, u svjetskoj kinodistribuciji -  92.000.000 US$, ukupna zarada filma iznosi 152.944.660 US$.